# Tagelmust

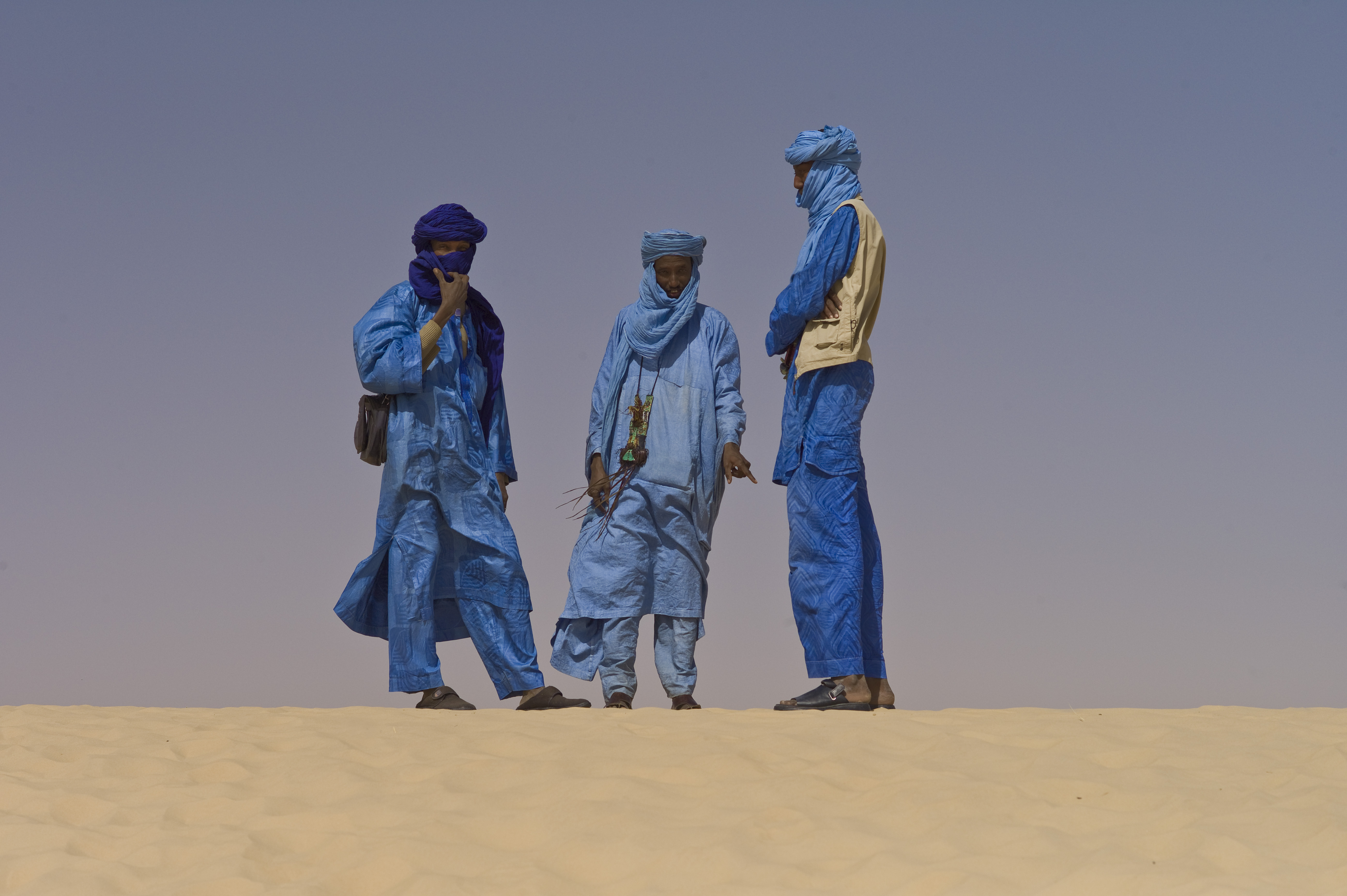
Tres hombres tuareg con sus tagelmusts.

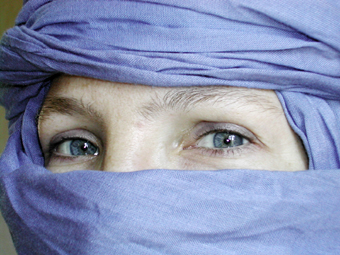
Una mujer francesa con un cheche.

El tagelmust (también denominado cheich, cheche y litham) es una prenda de algodón teñida de índigo, con apariencia de velo y turbante. La tela puede tener más de diez metros de longitud. Lo usan principalmente los hombres bereberes tuareg, los hausa de la región norteña del Sahel y los Songhai. En los últimos tiempos, se han utilizado otros colores, con los velos índigo preservados para su uso en ocasiones especiales. Por lo general, tiene muchas capas que cubren la cabeza y se arma para cubrir el cuello sin apretar. Algunos franceses también lo usan como bufanda. 
El tagelmust cubre la cabeza y el rostro apenas dejando una rendija para los ojos. Evita la inhalación de arena arrastrada por el viento por su usuario en la región del Sahara. Muchos de los usuarios también creen que el índigo es saludable y hermoso, y generalmente se considera que la acumulación de índigo en la piel de la persona protege la piel y denota riqueza. Debido a la escasez de agua, el tagelmust a menudo se tiñe golpeando índigo seco en lugar de remojarlo. El tinte a menudo se filtra en forma permanentemente en la piel de la persona, y debido a ello, los tuaregs a menudo se conocen como los "hombres azules del desierto".
Entre los tuaregs, los hombres que usan el tagelmust se llaman Kel Tagelmust , o "Pueblo del velo". El tagelmust solo es usado por hombres adultos, y solo se lo quitan en presencia de familiares cercanos. Los hombres tuareg a menudo sienten vergüenza en mostrar su boca o nariz a extraños o personas de una posición más alta que la de ellos, y se sabe que ocultan sus rasgos con las manos si no poseen un tagelmust. El tagelmust posee otro significado cultural, ya que la forma en que está envuelto y doblado a menudo se usa para mostrar el origen del clan y la región, y lo profundo del tono de azul con que está teñido muestra la riqueza de la persona.